# Châteaux Bordeaux
Châteaux Bordeaux est une série de bande dessinée française, publiée aux Éditions Glénat, scénarisée par Éric Corbeyran et dessinée par Espé. Elle met en scène Alexandra Baudricourt,  jeune bordelaise exilée au États-Unis, qui revient dans la propriété familiale à la suite du décès de son père retrouvé mort asphyxié au-dessus d'une des cuves du château.

## Synopsis
Octobre 2007. À la suite du décès de leur père, les trois enfants Baudricourt héritent de l'exploitation vinicole familiale, le Chêne Courbe, un vaste domaine situé au cœur du Médoc. Les deux frères comptent se séparer rapidement de la propriété et des dettes dont elle est criblée. Mais leur décision est aussitôt remise en cause par la détermination de leur sœur, Alexandra, qui voit dans cet héritage l'opportunité de rebâtir sa vie sur les terres de son enfance. La propriété est criblée de dettes, produisant un vin médiocre mais qui a pourtant connu ses heures de gloire par le passé. 
Outre l'apprentissage de l'élaboration d'un grand cru, elle va découvrir les mécanismes et les acteurs qui entrent dans la fabrication et la commercialisation du vin sur la place bordelaise. 
En lisant les mémoires laissées par son père, Alexandra constate qu'on a arraché un chapitre. 
A la suite d’une malveillance inexplicable, la récolte de l’année en cours est irrémédiablement perdue et ses employés démissionnent. La petite parcelle sur l’île de la Chartreuse lui donne des idées pour s'en sortir. Alexandra obtient alors l’aide de ses frères et d’une équipe de spécialistes pour remettre à flot l’exploitation viticole. Par ailleurs, elle soupçonne toujours fortement Louis Dorgemont d’être responsable de la mort de son père. Lors d’une dégustation des millésimes produits au sein de la propriété familiale, elle s’aperçoit que le Chêne Courbe a fait partie du fameux classement Grand Cru de 1855 et que la fameuse mention a fini, à partir d’une certaine époque, par disparaître de l’étiquette. Alexandra fait la connaissance d’un jeune et ambitieux courtier en vin lors du salon Vinexpo, Nicolas Noiret. Par ailleurs, la guerre est déclarée entre Claire qui a demandé le divorce à François.
En pleines vendanges qui battent leur plein et s’annoncent très prometteuses au niveau quantitatif et qualitatif, Alexandra découvre que son ancien chef de culture, Bourgeau, s’adonne au jeu et pourrait être à l'origine de différents sabotages relevés dans son domaine. Une grève est ensuite déclarée par ses équipes de vendangeurs qui s’insurgent contre les conditions d’hébergement. Le petit ami d'Alexandra, Nicolas, lui propose de recourir, pour que le Chêne Courbe retrouve sa place parmi les grands crus classés, à un grand négociant, William Green, qui est pour le moins pessimiste, en énonçant les handicaps et la mauvaise réputation de son vin. Début 2009, Alexandra découvre qu’elle est enceinte à l’heure même, coté travail, où il faut aussi donner naissance au premier grand cru de domaine du Chêne Courbe nouvelle génération. Enfin, elle apprend de la bouche de Jeanne, son ancienne nounou, qui a assisté à la scène, que c'est Bourgeau qui a assassiné son père en l'asphyxiant dans une cuve à vin alors qu'il tentait une nouvelle fois de lui extorquer de l'argent. Le cycle I se termine avec la naissance de Jules.
Dans le cycle II, Alexandra s'attaque au marché international et notamment à la vente de ses vins en Chine. Mais de sombres nuages planent sur son avenir : des problèmes judiciaires, d’abord, alors que va s’ouvrir le procès qui l’oppose à l’écologiste Mélanie Migneault à la suite du traitement d'une de ses parcelles bio avec un pesticide qui a intoxiqué des enfants d’un centre aéré situé à proximité, des ennuis policiers, ensuite, après le crash de l’hélicoptère qui transportait son chef de culture et des déboires sentimentaux également, après avoir découvert que son mari Nicolas la trompe. 
Le cycle II s'achève par la condamnation du domaine sans qu'Alexandra fasse appel, préférant montrer que le Chêne Courbe n'est pas un pollueur, et la vente de son domaine de l’Entre-deux-mers pour sauver de la faillite la SCEA Baudricourt.

## Personnages
- Alexandra Baudricourt : jeune bordelaise exilée aux États-Unis, elle revient sur les terres familiales à la mort de son père et décide de reprendre le domaine au lieu de le vendre.
- François Baudricourt : le grand frère d'Alexandra, marié à Claire, une femme ambitieuse. Il tente de convaincre plusieurs fois sa sœur de se séparer du domaine.
- Charles Baudricourt : le 2e frère, il travaille dans une autre exploitation vinicole dans les Graves avant de démissionner pour prendre le poste de chef de culture au domaine du Chêne Courbe pour soutenir sa sœur.
- René Baudricourt : le père, retrouvé mort alors qu'il effectuait une tournée dans le cuvier.
- Nicolas Noiret : jeune courtier en vin mais qui a déjà la confiance de quelques gros négociants et qui dispose d'un bon carnet d'adresses.
- Claire : femme de François. Elle voit d'un mauvais œil la reprise du domaine par Alexandra qui lui fait perdre une partie de l’argent qu’aurait pu lui rapporter la vente du domaine.
- Vincent Bourgeau : chef de culture, l’ancien régisseur du Chêne Courbe et responsable de sa ruine.
- Louis Dorgemont : courtier, et qui est le dernier à avoir vu René Baudricourt vivant.

## Albums

### Cycle I
- 1. Le domaine[1],[2], Glénat, France, 2 mars 2011
Scénario : Éric Corbeyran - Dessin : Espé - Couleurs : Dimitri Fogolin - (ISBN 978-2-723-47281-4)
- 2. L'Oenologue[3],[4], Glénat, France, 7 mars 2012
Scénario : Éric Corbeyran - Dessin : Espé - Couleurs : Dimitri Fogolin - (ISBN 978-2-723-48454-1)
- 3. L'Amateur[5],[6], Glénat, France, 13 mars 2013
Scénario : Éric Corbeyran - Dessin : Espé - Couleurs : Dimitri Fogolin - (ISBN 978-2-723-48869-3)
- 4. Les Millésimes[7],[8], Glénat, France, 4 septembre 2013
Scénario : Éric Corbeyran - Dessin : Espé - Couleurs : Dimitri Fogolin - (ISBN 978-2-723-49277-5)
- 5. Le Classement[9],[10], Glénat, France, 10 septembre 2014
Scénario : Éric Corbeyran - Dessin : Espé - Couleurs : Dimitri Fogolin, Marzia Volpatti - (ISBN 978-2-723-49430-4)
- 6. Le Courtier[11],[12], Glénat, France, 2 septembre 2015
Scénario : Éric Corbeyran - Dessin : Espé - Couleurs : Dimitri Fogolin - (ISBN 978-2-344-00582-8)
- 7. Les Vendanges[13],[14], Glénat, France, 7 septembre 2016
Scénario : Éric Corbeyran - Dessin : Espé - Couleurs : Dimitri Fogolin - (ISBN 978-2-344-00583-5)
- 8. Le Négociant[15],[16], Glénat, France, 6 septembre 2017
Scénario : Éric Corbeyran - Dessin : Espé - Couleurs : Dimitri Fogolin - (ISBN 978-2-344-00584-2)
- 9. Les Primeurs[17],[18], Glénat, France, 26 septembre 2018
Scénario : Éric Corbeyran - Dessin : Espé - Couleurs : Dimitri Fogolin - (ISBN 978-2-344-00585-9)

### Cycle II
- 10. Le Groupe[19],[20], Glénat, France, 2 septembre 2020
Scénario : Éric Corbeyran - Dessin : Espé - Couleurs : Aretha Battistutta - (ISBN 978-2-344-03277-0)
- 11. Le Tonnelier[21],[22], Glénat, France, 1er septembre 2021
Scénario : Éric Corbeyran - Dessin : Espé - Couleurs : Aretha Battistutta - (ISBN 978-2-344-03278-7)
- 12. Le Sommelier[23],[24], Glénat, France, 7 septembre 2022
Scénario : Éric Corbeyran - Dessin : Espé - Couleurs : Aretha Battistutta - (ISBN 978-2-344-03280-0)

### Préfaces cycles I et II
1. Michel Rolland - Œnologue
2. Pas de préface
3. Denis Saverot - Directeur de la rédaction de La Revue du Vin de France
4. Karine Valentin - Cuisine et Vins de France
5. Allan Sichel - Négociant en vin
6. Sophie Schyler - Château Kirwan
7. Jacques Orhon - Maître sommelier et écriVin
8. Jean-Charles Cazes - Château Lynch-Bages
9. Olivier Dauga - Faiseur de vins
10. Jérôme Baudouin - Rédacteur en chef de La Revue du vin de France
11. Christelle Taret - Maître caviste, Les Caves du Parc
12. Jean-Charles Cazes - Château Lynch-Bages

### À table!
À Table ! est la suite de la série Châteaux Bordeaux, un diptyque, centré sur la gastronomie avec Alexandra et son nouveau projet : l’ouverture d’un restaurant-hôtel dans la chartreuse de son grand-père.
- 1. Le chef[27],[28], Glénat, France, 28 mars 2018
Scénario : Éric Corbeyran - Dessin : Espé - Couleurs : Espé, Aretha Battistutta - (ISBN 978-2-344-02054-8)
- 2. Le second[29],[30], Glénat, France, 2 octobre 2019
Scénario : Éric Corbeyran - Dessin : Espé - Couleurs : Dimitri Fogolin, Aretha Battistutta - (ISBN 978-2-344-02648-9)

## Auteurs
Éric Corbeyran est un scénariste de bande dessinée français. Il est l'auteur de plus de 400 bande dessinées en plus de 30 ans de carrière. Il a notamment scénarisé Le Chant des Stryges et ses séries dérivées ainsi que la série Asphodèle.
Espé est un dessinateur de bande dessinée français. Il a beaucoup travaillé avec Corbeyran en dessinant Paroles de Taule, Paroles de Taulards et Paroles de Sourds et par la suite Le Territoire, Le 3e oeil et enfin Châteaux Bordeaux.

## Analyse
Dans le quotidien d'information général 20 Minutes, Eric Corbeyran indique en interview que lorsque Jacques Glénat est venu le trouver en 2007 pour évoquer le projet de cette série, il n’y connaissait rien de rien en vin et qu'il travaillait essentiellement sur des scénarios fantastiques. En conséquence, avant d’entamer sa saga, il lui a fallu trois ans de rencontres avec les acteurs du vin, sans rien écrire, pour comprendre ce milieu. Ses rencontres lui apprennent également « ce lien si fort entre Bordeaux et le vignoble ». Il mentionne Château Smith Haut Lafitte, le premier château qu’il a visité, « un des plus beaux domaines qu’il m’ait été donné de voir et je n’avais jamais bu de vin de Graves aussi bon ».
En interview au quotidien régional La Dépêche du Midi durant le festival international de la bande dessinée d'Angoulême de 2019, il confie : « je buvais à peu près n'importe quoi, aujourd'hui je sais ce que j'aime. Mais c'est comme pour la BD, je reste ouvert à l'aventure ». Il avoue même programmer parfois ses vacances en fonction des vins à découvrir dans les châteaux viticoles.
Pour Viti place, la  plateforme communautaire destinée à mettre en relation les consommateurs, les producteurs et les distributeurs de vin, la série permet, au travers de cette trame romanesque, de découvrir les secrets de l'élaboration d'un grand cru mais également les mécanismes et les acteurs qui entrent dans la fabrication et la commercialisation du vin sur la place bordelaise.
Le quotidien national Le Figaro, souligne que le vin est devenu un héros à part entière de la bande dessinée au travers des différentes bandes dessinées éditées ces dernières années.
En 2016, le site d'information de France Télévisions, francetvinfo.fr, annonce dans sa chronique culture que 300 000 exemplaires des six premiers tomes se sont vendus.

## Accueil critique
Lors de la sortie du douzième et dernier album de la saga en 2022, le site bédéphile, BDzoom, salue une série qui « mêle avec astuce le vécu d’une noble profession et une riche intrigue » et souhaite même « pouvoir savourer prochainement un troisième cycle ».
Un autre site bédéphile, Planète BD, s'enthousiasme pour le scénario d'Éric Corbeyran qui « montre toute sa verve narrative (et son côté engagé) en réalisant son savant mélange entre intrigue, science et connaissance du vin, et résonance de l'actualité » ainsi que pour le dessin d'Espé « dont le trait est toujours précis et efficace avec des décors réalistes bien exécutés et des cadrages qui donnent de la profondeur aux dessins ». 